# Rodrigo Vidal
Rodrigo Vidal (Mexikóváros, 1973. március 16. –) mexikói színész, rendező és producer.

## Élete
Rodrigo Vidal 1973. március 16-án született Mexikóvárosban Patricia Gutiérrez és Arturo Vidal egyetlen gyermekeként. Három évvel megismerkedésük után, 2003. május 3-án feleségül vette Michelle Moránt. 2006. december 28-án megszületett fiúk, Gion. Két évvel később megszületett második fiúk, Kamil. 2013. január 18-án bejelentették, hogy elválnak.

## Filmográfia

### Televízió
| Év        | Eredeti Cím                    | Cím                   | Szerep                     | Stúdió                  |
| --------- | ------------------------------ | --------------------- | -------------------------- | ----------------------- |
| 1989-1990 | Cuando llega el amor           |                       | Lalo                       | Televisa                |
| 1991-1992 | Atrapada                       |                       | Luis                       | Televisa                |
| 1992      | Baila conmigo                  |                       | Samuel                     | Televisa                |
| 1993-1994 | Dos mujeres, un camino         |                       | Ricardo                    | Televisa                |
| 1995-1996 | El premio mayor                |                       | Diego                      | Televisa                |
| 1997      | El secreto de Alejandra        |                       | Matías                     | Televisa                |
| 1997      | Siempre te amaré               | Sebzett szívek        | Eduardo Castellanos Robles | Televisa                |
| 1997-1998 | María Isabel                   | María                 | Gilberto                   | Televisa                |
| 1998      | Preciosa                       |                       | Leonel de la Riva          | Televisa                |
| 1998-1999 | El privilegio de amar          | Titkok és szerelmek   | Artemio Salazar            | Televisa                |
| 2000      | Siempre te amaré               | Sebzett szívek        | Eduardo Castellanos Robles | Televisa                |
| 2001      | Amigas y rivales               | Szeretők és riválisok | Armando                    | Televisa                |
| 2001-2002 | Salomé                         | Salomé                | Danny                      | Televisa                |
| 2002-2003 | Gata Salvaje                   | Vadmacska             | Guillermo                  | Fono Video - Venevision |
| 2003      | Ángel Rebelde                  |                       | Luigi Espaghuetti          | Fono Video - Venevision |
| 2006      | Olvidarte jamás                | Sosem feledlek        | Miguel                     | Venevision              |
| 2010      | Hasta que el dinero nos separe |                       | Jaime Rincón 'Jaimito'     | Televisa                |
| 2011      | Dos hogares                    | Kettős élet           | Víctor                     | Televisa                |
| 2012      | El Talismán                    | Talizmán              | Panchito                   | Univision-Venevision    |
| 2012      | Rosario                        |                       | Bernardo atya              | Venevision              |
| 2014      | Los miserables                 |                       | Gastón Gordillo            | Telemundo - Argos       |

### Film
- 1998 - Vieja moralidad .... Alberto
- 1990 - Emboscada
- 1991 - Crack vicio mortal
- 1991 - El silla de ruedas
- 1991 - Jóvenes perversos
- 1992 - Dos locos en aprietos
- 1992 - El ganador
- 1992 - Al caer la noche
- 1993 - Ángeles de la muerte
- 1993 - La venganza del silla de rueda
- 1994 - La próxima victoria
- 1994 - Amnesia
- 2003 - La tregua .... Jaime Santome
- 2008 - Fotonovela  .... Charlie

Producerként
- 2004 - Mi verdad

Rendezőként
- 2009 - El secreto de Jimena

Rendezőként és producerként
- 2006 - Las vecinas
- 2006 - La reportera salvaje
- 2008 - Pecados de una profesora